# اوبرینتسبرگ روست
اوبرینتسبرگ روست (به آلمانی: Obritzberg-Rust) یک منطقهٔ مسکونی در اتریش است که در ناحیه زانکت پولتن-لاند واقع شده‌است. اوبرینتسبرگ روست ۴۱٫۵۱ کیلومتر مربع مساحت دارد ۳۶۶ متر بالاتر از سطح دریا واقع شده‌است.